# 阿拉戈亚尼亚
阿拉戈亚尼亚是巴西戈亚斯州的一个市镇。总面积218.755平方公里，总人口7715人，人口密度35.3人/平方公里。